# ヤング・アメリカンズ (団体)
ヤング・アメリカンズ（The Young Americans）は、南カリフォルニアに本部を置く非営利団体。歌、踊りのワークショップを通して音楽の教育を行う。約200名の16歳から25歳のメンバーが世界各国から参加している。

## 略史
- 1962年、ミルトン・C・アンダーソンにより設立。
- 1960年代、ビング・クロスビー、ジュリー・アンドリューズ、ジュディ・ガーランド、ボブ・ホープのテレビ番組などに出演。
- 1967年、映画 "Young Americans" で題材として扱われる。作品は、翌1968年アカデミー最優秀ドキュメンタリー賞を受けたが、初演が1967年10月であったために1968年度選考対象から外れ、1969年5月に撤回される。
- 1970年代、全国ツアーを開始。
- 1976年、アメリカ合衆国建国200周年記念式典（ワシントン・モニュメント）で公演。
- 1980年代、海外ツアーを展開。
- 1992年、International Music Outreach Tour を開始。学校の音楽教育に活動の重きを置く。4年生から12年生の学童を対象に、3日間のパフォーマンス・ワークショップを行う。　現在では、米国内、英国、アイルランド、ドイツ、オランダ、スウェーデン、ポーランド、スイス、スペイン、ジブラルタル、ウクライナ、日本、オーストラリアでワークショップを行っている。
- 2000年代に入り、California Pacific College of the Performing Artsを開校。

30年以上、夏季にハーバースプリングズでディナーショーを行っている。

## 出身者
- Vicki Lawrence （Mama's Family）
- Bob Kevoian （The Bob & Tom Show）
- Marc Cherry （『デスパレートな妻たち』製作責任者、脚本）
- Stephanie J. Block （『ウィキッド』エルファバ役）
- Nia Peeples （Fame）
- Melissa Hayden （『ガイディング・ライト』）